# V – Die Besucher
V – Die Besucher ist eine US-amerikanische Science-Fiction-Fernsehserie, die eine Neuauflage bzw. Neuinterpretation der Fernsehserie V – Die außerirdischen Besucher kommen aus dem Jahr 1983 darstellt. Die Serie handelt davon, dass Außerirdische als Besucher in Menschengestalt die Erde mit Raumschiffen besuchen und mit den Menschen handeln wollen. Die Außerirdischen geben vor, in friedlicher Absicht zu kommen, verfolgen jedoch finstere Pläne.

## Handlung

### Staffel 1

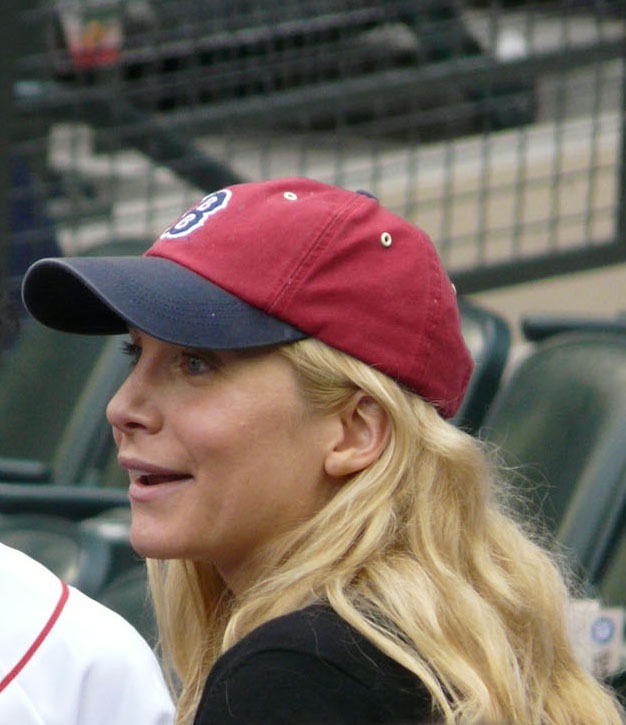
Elizabeth Mitchell spielt Erica Evans.

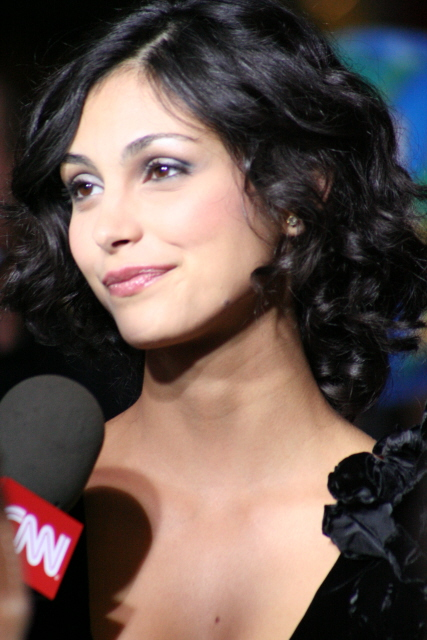
Morena Baccarin spielt Anna.

Im November 2009 tauchen 29 Raumschiffe über verschiedenen Großstädten der Erde auf. Die Anführerin der Außerirdischen, Anna, hält eine Rede an die Menschheit, in der sie ihnen verspricht, friedlich zu sein. Die Außerirdischen, die sich selbst „Besucher“ nennen, benötigen Rohstoffe, im Gegenzug bieten sie den Menschen die Nutzung ihrer Technik an. Sie erscheinen in Menschengestalt, sind jedoch in Wahrheit eine reptiloide Spezies. Anna und ihre Tochter Lisa befinden sich auf dem New Yorker Mutterschiff. Die FBI-Agentin Erica Evans und der Pfarrer Jack Landry finden durch den Widerstandskämpfer Georgie Sutton heraus, dass die Besucher schon seit Jahren unter den Menschen leben und nicht in Frieden kommen, sondern eine Invasion planen. Ericas Sohn, Tyler, hingegen ist fasziniert von den Besuchern und lässt sich ohne Wissen seiner Mutter durch Lisa für das Friedensbotschafterprogramm der Besucher anheuern.
Anna wählt den Nachrichtenreporter Chad Decker aus, ihre Botschaften durch das Fernsehen in die Welt zu übertragen. Durch positive Beeinflussung der öffentlichen Meinung sorgt er indirekt dafür, dass die Vereinigten Staaten diplomatische Beziehungen zu den Besuchern aufnehmen und ihnen Visa erteilen. Tyler verliebt sich in Lisa und missachtet die Bitten seiner Mutter, sich von den Besuchern fernzuhalten. Erica, Jack und Georgie versuchen mithilfe des abtrünnigen Besuchers Ryan Nichols den Widerstand zu organisieren, die sogenannte Fünfte Kolonne zu reaktivieren und mehr Kämpfer zu rekrutieren. Ryan lebt mit einer menschlichen Frau zusammen, welche unerwartet schwanger wird. Sie weiß nicht, dass ihr Lebensgefährte kein Mensch ist.
Die Besucher errichten Heilzentren auf der Erde. Auch Chad lässt sich dort untersuchen, wobei ein lebensbedrohliches Aneurysma entdeckt wird, das nur durch Besuchertechnik entfernt werden kann. Nach einiger Überlegung entschließt sich Chad nach einem Gespräch mit Anna, die Behandlung der Besucher anzunehmen. Währenddessen heuert Erica den Söldner Kyle Hobbes an, sich der Fünften Kolonne anzuschließen. Ryan geht derweil auf das Mutterschiff, um blaue Phosphorpillen für seine schwangere Freundin Val zu stehlen und eine Botschaft an die Fünfte Kolonne zu senden. Georgie folgt ihm und wird dabei gefangen genommen.
Um Tyler von den Besuchern fernzuhalten, bringt Erica ihn zu seinem Vater Joe. Tyler offenbart ihm, dass er sich die Schuld für die Trennung seiner Eltern gebe. Mithilfe von Lisa findet Tyler heraus, dass der Grund für die Trennung seiner Eltern eine medizinische Untersuchung war, welche ergab, dass Tyler nicht Joes leiblicher Sohn sein könne. Tyler verliert daraufhin sein Vertrauen in seine Eltern. Erica selbst versucht mithilfe der Fünften Kolonne den ersten Widerstandskämpfer der Besucher, John May, aufzuspüren, um ihn um Hilfe zu bitten, Georgie zu retten. Ryan gesteht ihnen dabei, dass er May getötet habe, als er noch nicht zur Fünften Kolonne gehörte. Allerdings finden sie bei May zu Hause ein Gerät, mit dem sie Kontakt zu dem ebenfalls abtrünnigen Besucher Joshua aufnehmen können, der Annas rechte Hand ist. Das Einzige, das Joshua für Georgie, der zuvor gefoltert wurde, tun kann, ist ihn durch eine Spritze zu töten. Mit Joshuas Hilfe schaffen sie es auch, die Nachricht „John May Lives“ in eine Ansprache Annas einzuschleusen. Diese sieht deshalb eine erhöhte Gefahr durch die Fünfte Kolonne und gebiert mit einem Soldaten Tausende Eier, aus denen später Besucher schlüpfen und die Fünfte Kolonne zerstören sollen.
Ryan offenbart schließlich Val, dass er ein Besucher ist und dass Anna hinter ihrem „Hybriden-Kind“ her ist. Zu ihrem Schutz wird Val in eine abgelegene Gegend gebracht, während Ryan sich weiterhin für die Fünfte Kolonne engagiert. Erica wird währenddessen zusammen mit ihrer Kollegin Sarita Malik zur Chefin der FBI-Einsatzgruppe, die versuchen soll, die Fünfte Kolonne zu eliminieren. Dadurch kann Erica diese immer warnen.
Um mehr Solidarität der Menschen zu gewinnen und Stimmung gegen die Fünfte Kolonne zu machen, schlägt Anna ihre Tochter Lisa, bricht ihre Beine und lässt es so aussehen, als stecke ein Attentat der Fünften Kolonne dahinter. Erica erfährt dabei erstmals, dass Tylers Freundin eine Besucherin ist und dass Lisa mittlerweile ebenfalls Mitglied der Fünften Kolonne ist.
Anna gelingt es unterdessen, Ryans in den Wehen liegende Freundin Val entführen zu lassen. Sie behält deren Kind als Druckmittel gegen Ryan und tötet sie. Außerdem lädt sie Erica und ihren Sohn auf das Mutterschiff zum Essen ein. Dabei kann Erica mit Lisas und Joshuas Hilfe die „Soldaten-Eier“ zerstören, ohne dass Anna merkt, dass Erica und Lisa zur Fünften Kolonne gehören. Joshua opfert sich jedoch. Anna ist so erschüttert von der Zerstörung der Eier, dass sie dafür sorgt, dass sich der Himmel über der Erde blutrot färbt. Am Ende sieht man noch, dass Joshua wiederbelebt werden konnte und er von Marcus – Annas jetzige rechte Hand – mit Freude willkommen geheißen wird.

### Staffel 2
Nachdem der Himmel ohne eine Erklärung Annas mehrere Tage rot gewesen ist, kommt es überall auf der Welt zu Protesten gegen die Besucher, da die Menschen einen Angriff befürchten. Als dann auch noch roter Regen einsetzt, erklärt Anna öffentlich, es sei ein Geschenk an die Menschheit, da der Regen die Ozeane reinige und die globale Erwärmung beseitige. Joshua konnte von den Besuchern wiederbelebt werden, kann sich jedoch nicht mehr an das erinnern, was zuvor geschehen ist. Chad schließt sich derweil aufgrund Misstrauens gegenüber Anna der Fünften Kolonne an. Diese findet einen Wissenschaftler namens Sidney „Sid“ Miller, der von den Besuchern gejagt wird. Dadurch finden Erica und die anderen Mitglieder heraus, dass die Besucher die Menschen zum Ausbrüten benötigen.
Anna beginnt nun regelmäßig ihre Mutter Diana in einem Verlies auf dem Schiff zu besuchen. Diese hat sie Jahre zuvor gestürzt und ihrem Volk erzählt, sie sei tot. Anna fragt Diana darüber aus, was sie über menschliche Emotionen wisse. Diana sieht Emotionen als Geschenk, während Anna versucht, diese auszurotten. Durch die menschliche Haut, die die reptilienartigen Besucher als Tarnung tragen, tauchen Emotionen immer wieder bei diesen auf.
Erica und die Fünfte Kolonne finden derweil heraus, dass die Besucher die DNS von 29 Babys veränderten, während die Mütter schwanger waren. Die Besucher beginnen mithilfe der Menschen mit der Umsetzung von Concordia. Dabei wollen sie Gebäude bauen, in denen den Menschen gezeigt wird, wie man die neuen Techniken verwenden kann. In Wirklichkeit dienen die Gebäude jedoch als Landeplätze für weitere Raumschiffe der Besucher, die damit ihre Invasion vollenden wollen.
Um Anna zu töten, täuscht die Fünfte Kolonne die Entführung Lisas vor und fordert, dass Anna ohne Begleitung zu einem Lagerhaus kommen solle. Der Plan sieht vor, dass Lisa dort ihre Mutter erschießt. Jedoch durchschaut Anna den Plan, täuscht menschliche Gefühle vor und sagt ihrer Tochter, welche Angst sie um sie gehabt habe. Deshalb lässt Lisa die Waffe verschwinden. Zur gleichen Zeit haben Joshua und Ryan Diana aus ihrem Verlies befreit, die nun wieder die Königin der Besucher sein möchte. Als Anna jedoch mit Lisa auf das Schiff zurückkehrt, tötet Anna ihre Mutter und lässt Lisa einsperren. Diese muss ansehen, wie Lisas gezüchtete Zwillingsschwester mit Tyler schläft und diesen danach tötet.
Erica wird entführt, nachdem sich ihr Team aufgelöst hat. In einem unterirdischen Bunker wird sie dem letzten Widerstand vorgestellt. Das „Projekt Widder“ (engl. „Project Aries“) ist eine geheime multi-staatliche und militärische Organisation, der sowohl ihr Vorgesetzter als auch ihr Partner angehören.
Ryans Tochter Amy, die mittlerweile durch die Wachstumsbeschleunigung ein Teenager ist, tötet Ryan, als er sie vom Schiff holen will. Anna hat mittlerweile herausgefunden, dass „Beseeltheit“ (engl. „Bliss“; eine Art telepathischen Königinnenpheromons) auch bei Menschen wirkt. Allerdings hat sie nicht genügend Kraft, es einzusetzen. Amy übernimmt diese Aufgabe und versetzt die ganze Welt in einen willigen „Drogenrausch“.

## Besetzung und Synchronisation

### Hauptdarsteller
| Name                          | Schauspieler       | Staffel | Gast | Deutsche Synchronstimme |
| ----------------------------- | ------------------ | ------- | ---- | ----------------------- |
| Erica Evans                   | Elizabeth Mitchell | 1–2     |      | Ghadah Al-Akel          |
| Ryan Nichols                  | Morris Chestnut    | 1–2     |      | Oliver Feld             |
| Jack Landry                   | Joel Gretsch       | 1–2     |      | Frank Röth              |
| Tyler Evans                   | Logan Huffman      | 1–2     |      | Leonhard Mahlich        |
| Chad Decker                   | Scott Wolf         | 1–2     |      | Gerrit Schmidt-Foß      |
| Anna, Anführerin der Besucher | Morena Baccarin    | 1–2     |      | Schaukje Könning        |
| Lisa, Annas Tochter           | Laura Vandervoort  | 1–2     |      | Giuliana Jakobeit       |
| Valerie Stevens               | Lourdes Benedicto  | 1       |      | Victoria Sturm          |
| Kyle Hobbes                   | Charles Mesure     | 2       | 1    | Thomas Nero Wolff       |

### Nebendarsteller
| Name                         | Schauspieler        | Staffel | Deutsche Synchronstimme  |
| ---------------------------- | ------------------- | ------- | ------------------------ |
| Marcus, Besucher             | Christopher Shyer   | 1–2     | Erich Räuker             |
| Joshua, abtrünniger Besucher | Mark Hildreth       | 1–2     | Alexander Doering        |
| Pfarrer Travis               | Scott Hylands       | 1–2     | Rüdiger Evers            |
| Agent Sarita Malik           | Rekha Sharma        | 1–2     | Sarah Riedel             |
| Paul Kendrick                | Roark Critchlow     | 1–2     | Patrick Winczewski       |
| Joe Evans                    | Nicholas Lea        | 1–2     | Uwe Büschken             |
| Georgie Sutton               | David Richmond-Peck | 1       | Stefan Krause            |
| Dale Maddox                  | Alan Tudyk          | 1       | Till Endemann            |
| Dr. Leah Pearlman            | Lexa Doig           | 1       | Silvia Missbach          |
| Diana, Annas Mutter          | Jane Badler         | 2       | Kerstin Sanders-Dornseif |
| Sidney Miller                | Bret Harrison       | 2       | Tobias Nath              |
| Eli Cohn                     | Oded Fehr           | 2       | Stefan Staudinger        |
| Chris Bolling                | Jay Karnes          | 2       | Lutz Schnell             |
| Thomas                       | Martin Cummins      | 2       | Wolfgang Wagner          |
| Kerry Eltoff                 | Ona Grauer          | 2       | Debora Weigert           |
| Lars Tremont                 | Marc Singer         | 2       | Frank-Otto Schenk        |
| John May                     | Michael Trucco      | 1       | Jaron Löwenberg          |

## Produktion
Produziert wird die Serie von Scott Peters (4400 – Die Rückkehrer), Jason Hall, Steve Pearlman und Jeffrey Bell und basiert auf der Idee von Kenneth Johnson.
Ursprünglich war geplant, die Serie erst zur Midseason 2009/2010 im Jahr 2010 auszustrahlen. ABC entschied sich allerdings um, und die ersten vier Episoden der ersten Staffel wurden noch im Jahr 2009, die restlichen acht Episoden ab dem 30. März 2010 gezeigt. Am 13. Mai 2010 wurde bekannt, dass ABC V für eine zweite Staffel verlängert hat, genau ein Jahr später jedoch, am 13. Mai 2011, wurde die Serie eingestellt. Darauf gründeten Fans über Facebook die Organisation Project Alice, die mit einer Petition Warner Bros. dazu bewegen will, die Serie weiter zu produzieren und die Rechte an einen anderen Sender zu verkaufen.
Der Schöpfer des V-Franchise, Kenneth Johnson, unterstützte das Konzept für das Remake der Originalserie. Allerdings kritisiert er, dass V als Kurzform für Visitors (engl. Besucher) verwendet wird. Das V stehe immer für Victory (engl. Sieg) und damit für den Widerstand. Auch in der Serie wird darauf Bezug genommen. In Episode zwölf der ersten Staffel ruft Pfarrer Landry aus: „Lasst V nicht mehr für Visitor stehen – lasst V für Victory stehen!“ („Let V no longer stand for visitor – let V stand for victory!“)

## Rechte am Werk
Die Ausstrahlungsrechte an V für das Fernsehen hält aktuell Warner Bros., während alle Rechte für einen möglichen Kinofilm weiterhin bei Kenneth Johnson liegen.

## Ausstrahlung

### USA
Die ersten vier Folgen der Serie wurden vom 3. November 2009 bis zum 24. November 2009 zum ersten Mal vom US-Fernsehsender ABC ausgestrahlt. Am 23. März 2010 wurde in den USA The Arrival als Zusammenfassung der ersten vier Folgen ausgestrahlt, bevor die restlichen acht Folgen vom 30. März bis zum 18. Mai 2010 auf einem neuen Sendeplatz liefen. Die ersten vier Episoden hatten im Durchschnitt 9,75 Millionen Zuschauer, während die verbleibenden acht durchschnittlich lediglich 5,7 Millionen Zuschauer erreichten. Die zweite Staffel mit zehn Episoden wurde zwischen dem 4. Januar 2011 und dem 15. März ausgestrahlt. Die Serie wurde nach der zweiten Staffel wegen mangelnder Zuschauerzahlen eingestellt.

### Deutschland
In Deutschland war die Ausstrahlung der ersten Staffel vom 18. Juli bis zum 8. August 2011 auf ProSieben zu sehen. Es wurden jeweils drei Episoden am Stück gezeigt. Ursprünglich war geplant, die Serie ab März 2011 auf Kabel eins zu zeigen. Die Serie startete in Deutschland sehr erfolgreich: Die ersten drei Episoden wurden im Durchschnitt von 3,18 Millionen Zuschauern gesehen und erreichten in der werberelevanten Zielgruppe der 14- bis 49-Jährigen einen Marktanteil von 19,5 Prozent. Im Durchschnitt erreichte die erste Staffel 2,54 Millionen Zuschauer und einen guten Marktanteil von 16,4 Prozent in der werberelevanten Zielgruppe.
Die zweite Staffel wurde vom 10. Oktober bis zum 7. November 2011 jeweils montags in Doppelfolgen ausgestrahlt. Die zweite Staffel hatte im Vergleich zur ersten etwas an Stärke verloren, so wurden die ersten beiden Folgen von nur noch 2,11 Millionen Zuschauern verfolgt, dies führt zu einem Marktanteil von nur 12,2 Prozent in der werberelevanten Zielgruppe. Im Durchschnitt verfolgten die zweite Staffel 1,54 Millionen Zuschauer (11,9 Prozent) der werberelevanten Zielgruppe und 2,09 Millionen (6,4 Prozent) des Gesamtpublikums.

## Episodenliste
| Nummer (gesamt) | Nummer (Staffel) | Originaltitel              | Deutscher Titel           | Erstausstrahlung (ABC) | Erstausstrahlung (ProSieben) |
| 01              | 01               | Pilot                      | Wir kommen in Frieden     | 3. November 2009       | 18. Juli 2011                |
| 02              | 02               | There Is No Normal Anymore | Nichts ist mehr normal    | 10. November 2009      | 18. Juli 2011                |
| 03              | 03               | A Bright New Day           | Ein strahlender Tag       | 17. November 2009      | 18. Juli 2011                |
| 04              | 04               | It’s Only The Beginning    | Das ist nur der Anfang    | 24. November 2009      | 25. Juli 2011                |
| 05              | 05               | Welcome To The War         | Willkommen im Krieg       | 30. März 2010          | 25. Juli 2011                |
| 06              | 06               | Pound of Flesh             | Ein Pfund Fleisch         | 6. April 2010          | 25. Juli 2011                |
| 07              | 07               | John May                   | John May                  | 13. April 2010         | 1. August 2011               |
| 08              | 08               | We Can’t Win               | Wir können nicht gewinnen | 20. April 2010         | 1. August 2011               |
| 09              | 09               | Heretic’s Fork             | Die Ketzergabel           | 27. April 2010         | 1. August 2011               |
| 10              | 10               | Hearts and Minds           | Herz und Verstand         | 4. Mai 2010            | 8. August 2011               |
| 11              | 11               | Fruition                   | Reifezeit                 | 11. Mai 2010           | 8. August 2011               |
| 12              | 12               | Red Sky                    | Brennender Himmel         | 18. Mai 2010           | 8. August 2011               |

| Nummer (gesamt) | Nummer (Staffel) | Originaltitel         | Deutscher Titel     | Erstausstrahlung (ABC) | Erstausstrahlung (ProSieben) |
| 13              | 01               | Red Rain              | Roter Regen         | 4. Januar 2011         | 10. Oktober 2011             |
| 14              | 02               | Serpent’s Tooth       | Selbstmordkommandos | 11. Januar 2011        | 10. Oktober 2011             |
| 15              | 03               | Laid Bare             | Enthüllung          | 18. Januar 2011        | 17. Oktober 2011             |
| 16              | 04               | Unholy Alliance       | Unheilige Allianz   | 1. Februar 2011        | 17. Oktober 2011             |
| 17              | 05               | Concordia             | Concordia           | 8. Februar 2011        | 24. Oktober 2011             |
| 18              | 06               | Siege                 | Belagerung          | 15. Februar 2011       | 24. Oktober 2011             |
| 19              | 07               | Birth Pangs           | Geburtstagswehen    | 22. Februar 2011       | 31. Oktober 2011             |
| 20              | 08               | Uneasy Lies the Head  | Offensive           | 1. März 2011           | 31. Oktober 2011             |
| 21              | 09               | Devil in a Blue Dress | Teufel in Blau      | 8. März 2011           | 7. November 2011             |
| 22              | 10               | Mother’s Day          | Muttertag           | 15. März 2011          | 7. November 2011             |

## Auszeichnungen und Nominierungen
Die Serie war im Jahr 2010 bei den Creative Arts Emmy Awards in der Kategorie Beste Visuelle Effekte für die Pilotfolge „Wir kommen in Frieden“ nominiert. Bei den 36. People’s Choice Awards war die Serie als Beste Neue TV-Serie – Drama nominiert. Weiterhin erhielt man bei den Saturn Awards 2010 Nominierungen in der Kategorie Beste Serien-Nebendarstellerin für Morena Baccarin und in der Kategorie Best Television Presentation. Bei den Saturn Awards 2011 wurde die Serie in den Kategorien Best Network Television Series, als auch Beste Serien-Hauptdarstellerin für Elizabeth Mitchell und Beste Serien-Nebendarstellerin für Morena Baccarin nominiert.